# Batalla de Quíos (1912)
La batalla de Quíos tuvo lugar del 24 de noviembre de 1912 al 3 de enero de 1913 durante la primera guerra de los Balcanes. El resultado fue la captura de la isla egea de Quíos, en el este del mar Egeo, por parte del Reino de Grecia, lo que puso fin a casi 350 años de gobierno del Imperio Otomano.
La ocupación de la isla fue un asunto prolongado. La fuerza de desembarco griega, comandada por el coronel Nikolaos Delagrammatikas, pudo apoderarse rápidamente de la llanura costera oriental y la ciudad de Quíos, pero la guarnición otomana estaba bien equipada y abastecida, y logró retirarse al interior montañoso. Se produjo un punto muerto y las operaciones casi cesaron desde finales de noviembre y hasta la llegada de los refuerzos griegos a finales de diciembre.
Finalmente, la guarnición otomana fue derrotada y obligada a rendirse el 3 de enero de 1913.

## Trasfondo
La isla de Quíos había sido gobernada por el Imperio otomano desde 1566, cuando fue arrebatada a la compañía tributaria genovesa Maona como recompensa por no poder capturar Malta el año anterior. Debido a la producción de mástique, la isla siguió siendo próspera y disfrutó de una autonomía interna considerable hasta 1866. La isla tenía una población mixta de cristianos ortodoxos predominantemente griegos, junto con católicos ('francos'), judíos y musulmanes, con estos últimos concentrados principalmente en la ciudad de Quíos. En 1822, durante la guerra de independencia de Grecia, el intento de los revolucionarios griegos de la cercana Samos de levantar la isla en rebelión terminó en la masacre de Quíos. Otro intento de las fuerzas griegas de capturar la isla en 1827-1828 también fracasó.
Con el estallido de la primera guerra de los Balcanes en octubre de 1912, la flota griega bajo el mando del Contralmirante Pávlos Koundouriótis se apoderó de la estratégica isla de Lemnos a la entrada del Estrecho de los Dardanelos y procedió a establecer un bloqueo naval del Estrecho. Con la flota otomana confinada detrás de los Dardanelos, los griegos quedaron con el control total del mar Egeo y comenzaron a ocupar las islas del Egeo gobernadas por los otomanos. La mayoría de estas islas tenían pocas o ninguna guarnición, aparte de las islas más grandes de Lesbos y Chios.
Debido a la reciente guerra ítalo-turca, Quíos había estado particularmente bien preparado y abastecido para una defensa prolongada contra una fuerza de desembarco, con una guarnición compuesta por el 1.er y 3.er Batallón del 18.° Regimiento de Infantería, el batallón local de Gendarmería, y un pequeño destacamento de artillería de 2.000 hombres al mando del teniente coronel Zihne Bey. Como resultado, los griegos retrasaron el movimiento contra Quíos y Lesbos hasta que concluyeron las operaciones en el frente principal de Macedonia y las fuerzas pudieron reservarse para un asalto serio. Con los rumores de un alto el fuego circulando a fines de noviembre, la captura rápida de estas islas se volvió imperativa. Lesbos fue atacada primero, el 8 de noviembrejul./ 21 de noviembre de 1912greg.. Para Quíos, se reunió una fuerza ad hoc del tamaño de un regimiento en Tesalónica bajo el mando del coronel Nikolaos Delagrammatikas, que comprendía el 3.er Batallón del 1.er Regimiento de Infantería y dos del 7.º Regimiento de Infantería del propio Delagrammatikas, a los que se uniría una batería de cañones Krupp de El Pireo.

## Lucha por Quíos

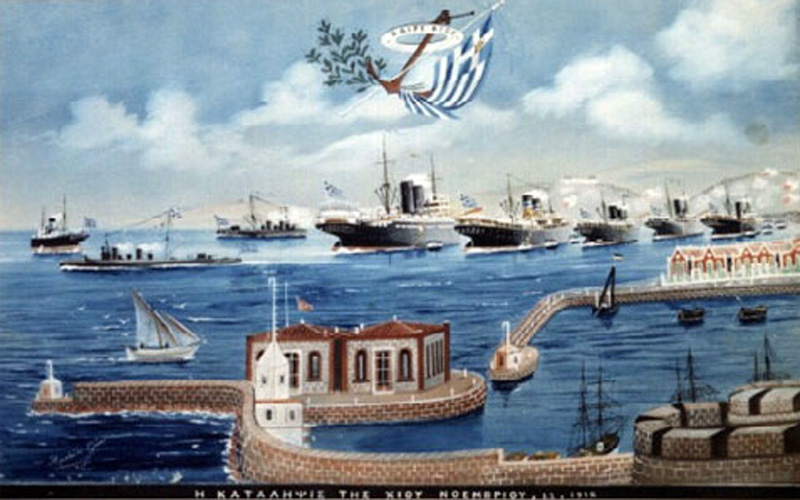
La captura de Quíos, del pintor marítimo quiano Aristeidis Glykas (ru).

La fuerza de desembarco zarpó de Tesalónica en los transatlánticos Patris (elementos del 7.º Regimiento y Col. Delagrammatikas) y Sapfo (elementos del 1er Regimiento) el 9 de noviembrejul./ 22 de noviembre de 1912greg., mientras la artillería partía de El Pireo en el vapor Erietta. Patris navegó por separado a Mitilene, en Lesbos, donde se le unió el escuadrón de cruceros al mando de Ioannis Damianos, antes de encontrarse con los otros dos barcos frente a Chios en la mañana del 11 de noviembrejul./ 24 de noviembre de 1912greg.. Damianos luego ordenó a sus barcos que realizaran una demostración de fuerza frente a la ciudad de Chios, antes de que dos oficiales griegos le dieran un ultimátum al comandante otomano local, solicitando su rendición dentro de las tres horas.
Como los otomanos rechazaron el ultimátum, a las 15:12 las fuerzas griegas (3.er Batallón/1.er Regimiento y flota de infantería de marina) comenzaron a desembarcar en el área de Kontari a unos 4 kilómetros (2,5 mi) al norte de la ciudad de Chíos. Los otomanos habían tomado posiciones en la costa y ofrecieron una feroz resistencia al intento de desembarco, pero se vieron obligados a retirarse al caer la noche hacia el interior de la isla debido a la fuerza del bombardeo naval griego. El grupo de desembarco inicial acampó en Kontari mientras que las fuerzas griegas restantes completaron su desembarco a la mañana siguiente y entraron en la ciudad de Quíos sin oposición a las 08:00 del 12 de noviembrejul./ 25 de noviembre de 1912greg.. La fuerza otomana se volvió a reunir en la aldea de Karyes, justo al noroeste de la ciudad de Chíos, y comenzó a disparar contra un batallón griego que había sido enviado en esa dirección como fuerza de cobertura. Como resultado, Delagrammatikas envió seis compañías y su artillería en un ataque que se apoderó de las alturas frente a Karyes. Al día siguiente, los griegos detuvieron sus ataques para reorganizar sus fuerzas, pero reanudaron su ofensiva el 14 de noviembrejul./ 27 de noviembre de 1912greg., cuando el 1.er Batallón/7.º Regimiento logró capturar los pueblos de Agios Georgios y Dafnonas en el suroeste. Por otro lado, los ataques griegos iniciales en Karyes y las alturas cercanas de Aipos fracasaron con muchas bajas; las alturas de Aipos sólo cayeron después de un ataque nocturno del 3.er Batallón/1.er Regimiento el 16 de noviembrejul./ 29 de noviembre de 1912greg..
Frente a la decidida resistencia otomana, el comandante griego ordenó desembarcos en otras partes de Quíos, para que las fuerzas otomanas pudieran ser rodeadas y obligadas a rendirse. Así, el 18 de noviembrejul./ 1 de diciembre de 1912greg., el crucero auxiliar Makedonia desembarcó una fuerza que se apoderó del Monasterio de Munda en la costa occidental de la isla, mientras que una fuerza voluntaria de 200 efectivos se levantó de la población local en Kardamyla en el noreste, y otra fuerza de voluntarios de Chian capturó el pueblo de Lithi en el suroeste de la isla. Además, llegaron refuerzos en forma de un batallón de infantería de reserva y una compañía de Evzones, pero como su entrenamiento era incompleto, Delagrammatikas optó por el momento por mantener el bloqueo de los otomanos, ahora reducido a las porciones montañosas centrales de Quíos. Debido al clima adverso, los griegos incluso abandonaron algunas de sus posiciones avanzadas y se retiraron a las tierras bajas. El callejón sin salida continuó, a pesar de la llegada de 200 voluntarios cretenses el 24 de noviembrejul./ 7 de diciembre de 1912greg., y los ataques fallidos de los otomanos a las aldeas de Lithi, Karyes y Agios Georgios cinco días después. Delagrammatikas resistió la presión para reanudar su ofensiva contra los otomanos, ya que ocupaban un terreno naturalmente defendible, y el 30 de noviembrejul./ 13 de diciembre de 1912greg.el Ministerio de Asuntos Navales ordenó el cese de la acción ofensiva.
A finales de diciembre, los griegos recibieron refuerzos adicionales: el 2.º Batallón del 19.º Regimiento de Infantería, otro batallón de reservistas y una batería de Lesbos —cuya conquista no se completó hasta el 21 de diciembre—, así como algunas piezas de artillería más del continente. En ese momento, la fuerza griega había alcanzado una fuerza de 5000 hombres. El 18 de diciembrejul./ 31 de diciembre de 1912greg., Delagrammatikas ordenó el ataque final para vencer a los defensores otomanos para el día siguiente. Esa misma noche, sin embargo, la guarnición otomana envió emisarios para las negociaciones, solicitando que se les permitiera evacuar la isla con sus armas y equipo a Çeşme. Delagrammatikas rechazó la propuesta, pero como consecuencia de las negociaciones, el ataque griego se retrasó hasta 20 de diciembre de 1912jul./ 2 de enero de 1913greg.. El asalto comenzó a las 07:00 horas, con el empuje principal en el centro, desde Vrontados hasta las alturas de Aipos, compuesto por una fuerza de cuatro batallones, la compañía Evzones y 12 piezas de artillería, dirigidas por el propio Delagrammatikas. A pesar de la feroz resistencia, los atacantes capturaron las alturas por la tarde y persiguieron a los defensores en retirada hacia Anavatos y Pitious. Un avance secundario desde el sur (1.er Batallón/7.mo Regimiento, junto con voluntarios y cuatro cañones) capturó las alturas de Provatas. El efecto combinado del ataque griego fue que las fuerzas otomanas se encontraron virtualmente rodeadas en el área de Anavatos, dejándoles sin otra opción que la rendición incondicional, que se completó al día siguiente. Las últimas fuerzas otomanas en Pitious hicieron lo mismo en la mañana del 21 de diciembre de 1912jul./ 3 de enero de 1913greg..
Las fuerzas otomanas tomadas prisioneras ascendían a 37 oficiales y unos 1.800 otros rangos. La captura de Chios costó a los griegos 36 muertos y 166 heridos en acción.

## Secuelas
El destino de las islas del Egeo capturadas por Grecia durante la primera guerra de los Balcanes fue objeto de prolongadas negociaciones diplomáticas, ya que los otomanos inicialmente se negaron a cederlas. Finalmente, en el Tratado de Londres, el destino de las islas quedó en manos de las Grandes Potencias, que en su caso las cederían a Grecia en febrero de 1914, salvo las dos más cercanas a los Dardanelos, Imbros y Ténedos. Sin embargo, el Imperio otomano no se reconcilió con su pérdida, y siguió una carrera armamentista naval, que condujo a una crisis en el verano de 1914 en la que parecía inminente una nueva guerra greco-turca; la crisis terminó sólo con el estallido de la Primera Guerra Mundial. La cesión de Quíos y las demás islas a Grecia no finalizó hasta el Tratado de Lausana de 1923.